# Leptops montanus
Leptops montanus är en stekelart som beskrevs av Heinrich 1968. Leptops montanus ingår i släktet Leptops och familjen brokparasitsteklar. Inga underarter finns listade i Catalogue of Life.